# (7361) Endres
(7361) Endres (1996 DN1) – planetoida z grupy pasa głównego asteroid okrążająca Słońce w ciągu 4,37 lat w średniej odległości 2,67 j.a. Odkryta 16 lutego 1996 roku.